# Björn Kuipers
Björn Kuipers (Oldenzaal, 28 maart 1973) is een Nederlandse oud-voetbalscheidsrechter. Vanaf 2005 tot en met 2021 floot hij in de Eredivisie. Van 2009 tot en met 2021 was Kuipers actief binnen de hoogste klasse van de  Europese voetbalbond. Op het EK van 2020, gespeeld in 2021, leidde hij de finale tussen Engeland en Italië.

## Carrière

### Europees kampioenschap 2012
Op 20 december 2011 maakte de UEFA bekend dat Kuipers bij de twaalf arbiters hoorde die wedstrijden zouden leiden tijdens het Europees kampioenschap voetbal 2012. Hij werd tijdens het toernooi bijgestaan door grensrechters Sander van Roekel en Erwin Zeinstra en extra assistenten Pol van Boekel en Richard Liesveld. Hij kreeg het groepsduel tussen Ierland en Kroatië toegewezen. De wedstrijd eindigde in een 3-1-overwinning voor Kroatië. Kuipers deelde in totaal drie gele kaarten uit. Zijn tweede duel tijdens het toernooi was de groepswedstrijd tussen gastland Oekraïne en Frankrijk op vrijdag 15 juni 2012, dat hij na de vijfde minuut staakte vanwege hevige regenval en onweersbuien. Na ruim een uur werd het duel hervat. Frankrijk won het duel in Donetsk met 2-0 dankzij treffers van Jérémy Ménez en Yohan Cabaye. Kuipers mocht van de UEFA na de groepsfase naar huis.

### Europa League 2013
Op 15 mei 2013 floot hij de finale van de UEFA Europa League in de Amsterdam Arena tussen Chelsea FC en Benfica.

### Confederations Cup 2013
Kuipers werd door de FIFA opgeroepen voor de FIFA Confederations Cup 2013 in Brazilië, samen met zijn vaste assistenten Van Roekel en Zeinstra. Hij leidde in de groepsfase één wedstrijd, de wedstrijd uit Groep B tussen Nigeria en Uruguay (1-2). De Portugees Pedro Proença was de vierde official. Op 28 juni 2013 werd Kuipers aangesteld als hoofdscheidsrechter van de finale tussen Brazilië en Spanje. Bij deze wedstrijd was Felix Brych net als bij de Europa League-finale de vierde official.
In maart 2013 noemde de FIFA Kuipers een van de vijftig potentiële scheidsrechters voor het Wereldkampioenschap voetbal 2014 in Brazilië. Op 15 januari 2014 maakte de wereldvoetbalbond bekend dat hij een van de 25 scheidsrechters op het toernooi zal zijn. Daarbij werd hij opnieuw geassisteerd door Sander van Roekel en Erwin Zeinstra.

### Champions League 2014
In mei 2014 werd Kuipers door de UEFA aangesteld om de Finale UEFA Champions League 2014 tussen Atlético Madrid en Real Madrid te fluiten op zaterdag 24 mei in het Estádio da Luz in Lissabon. Kuipers werd tijdens de Madrileense finale geassisteerd door zijn vaste assistenten Sander van Roekel en Erwin Zeinstra. De Turkse scheidsrechter Cüneyt Çakır was de vierde official en Pol van Boekel en Richard Liesveld completeerden het arbitrale zestal, als vijfde en zesde official. Tot slot was Angelo Boonman, eveneens uit Nederland, aanwezig als zevende official. In de wedstrijd, die in een 4–1 overwinning eindigde voor Real Madrid, trok Kuipers twaalfmaal een gele kaart. Dit leidde tot een record: nooit eerder werden zoveel kaarten getrokken in een Champions Leaguefinale.

### WK Brazilië 2014
In juni en juli 2014 werd het WK Voetbal gehouden in Brazilië. Hierbij was Kuipers aanwezig als scheidsrechter, samen met zijn twee assistent-scheidsrechters Erwin Zeinstra en Sander van Roekel. Het was voor het eerst in zijn carrière dat hij op een WK stond als scheidsrechter. Kuipers mocht er drie wedstrijden leiden. Dit waren in de groepsfase: Engeland-Italië (1-2), Zwitserland-Frankrijk (2-5) en in de achtste finales Colombia-Uruguay (2-0). Daarnaast was hij vierde official bij het duel in groepsfase tussen Ecuador en Frankrijk (0-0). Kuipers heeft in totaal 5 gele en geen rode kaarten uitgedeeld tijdens dit WK.

### Europees Kampioenschap 2016
Kuipers is in de zomer van 2016 actief op het Europees kampioenschap voetbal 2016 in Frankrijk. Hij ging hier weer heen met zijn vaste team van assistenten. Naast twee groepswedstrijden werd Kuipers aangesteld voor de kwartfinale op 3 juli 2016 tussen Frankrijk en IJsland, die eindigde in een 5–2 overwinning voor het gastland. In totaal heeft Kuipers 12 gele kaarten en 0 rode kaarten getrokken tijdens dit EK.

### Confederations Cup 2017 / WK onder 20 2017
Kuipers werd niet geselecteerd voor de FIFA Confederations Cup 2017. Wel is hij samen met Danny Makkelie actief als video-assistent op het Wereldkampioenschap voetbal onder 20 in Zuid-Korea. Hierdoor misten beiden de laatste speelronde in de Eredivisie 2016/17. Kuipers werd ook voor diverse wedstrijden aangesteld als scheidsrechter, waaronder de finale.

### Europa League 2018
De UEFA wees Kuipers op 7 mei 2018 aan als hoofdscheidsrechter voor de finale van de Europa League op 16 mei 2018 in het Parc Olympique Lyonnais in Lyon tussen Olympique Marseille en Atletico Madrid. Het was de derde Europese finale die Kuipers mocht fluiten. Zoals gebruikelijk werd Kuipers geassisteerd door Sander van Roekel en Erwin Zeinstra. Danny Makkelie en Pol van Boekel gingen mee als vijfde en zesde official. De wedstrijd eindigde in een 0-3 zege voor de Spanjaarden. Kuipers toonde tijdens deze wedstrijd vijf keer een gele kaart.

### WK voetbal 2018
Kuipers was samen met zijn assistenten Sander van Roekel en Erwin Zeinstra actief op het WK 2018 in Rusland.
Hij mocht in het toernooi de 2e wedstrijd fluiten tussen Uruguay en Egypte in de Ekaterinburg Arena. Daarin gaf hij 2 gele kaarten, aan Ahmed Hegazy en Sam Morsy. De wedstrijd werd gewonnen door Uruguay met 1-0.
In de 2e speelronde floot hij een wedstrijd tussen Brazilië en Costa Rica in het Sint-Petersburg Stadion. Daarin gaf hij 3 gele kaarten: aan Neymar, Philippe Coutinho en Johnny Acosta. Kuipers wilde in eerste instantie een strafschop geven na een overtreding op Neymar. Maar na ingrijpen van de videoscheidsrechter, Danny Makkelie, keek Kuipers de overtreding terug en besloot hij geen strafschop te geven. Brazilië won de wedstrijd met 2-0 door doelpunten in de blessuretijd.
Op 1 juli floot Kuipers de achtste finale tussen Spanje en Rusland. Hij kende hierin een strafschop toe aan de Russen na een handsbal van Gerard Piqué. Hij gaf tijdens deze wedstrijd 3 gele kaarten. Rusland won uiteindelijk door de strafschoppenserie beter te nemen.
Op 7 juli had Kuipers de leiding over de kwartfinale tussen Zweden en Engeland. Hierin werden gele kaarten getoond aan Harry Maguire, John Guidetti en Sebastian Larsson. Engeland won de wedstrijd met 0-2.
Daarnaast was Kuipers actief als vierde man bij de groepswedstrijd tussen Nigeria en Argentinië, bij de halve finale tussen Kroatië en Engeland en bij de finale tussen Frankrijk en Kroatië.

### Euro 2020
Op 21 april 2021 maakte de UEFA de 19 geselecteerde scheidsrechters voor het door de coronapandemie uitgestelde Europees kampioenschap voetbal 2020 bekend. Kuipers werd in de groepsfase als scheidsrechter aangeduid om de wedstrijd tussen Denemarken en België te leiden in Parken, Kopenhagen en de wedstrijd tussen Slowakije en Spanje in Estadio de La Cartuja, Sevilla. Daar werd een kwartfinale aan toegevoegd, tussen Tsjechië en Denemarken in het Olympisch Stadion, Bakoe. Als afsluiter wees de UEFA Kuipers aan voor de finale op 11 juli 2021 in Wembley Stadium, Londen tussen Italië en Engeland. Daarmee was hij de eerste Nederlandse scheidsrechter die de finale van een EK floot. De dag na de finale werden hij en zijn assistenten Sander van Roekel en Erwin Zeinstra tot bondsridder van de KNVB benoemd.

### Einde carrière
Op 29 juli 2021 maakte Kuipers bekend te stoppen als scheidsrechter. De laatste wedstrijd die hij floot was de finale tussen Ajax en PSV om de Johan Cruijff Schaal op 7 augustus 2021.

### Na zijn carrière
Na zijn laatste wedstrijd werd bekend, dat Kuipers werkzaam zal zijn bij de UEFA als een van de vijf Refereeing Officiers.

## Interlands
| Datum             | Plaats                        | Wedstrijd                           | Uitslag            | Competitie                    | Kreeg geel | Kreeg voor de tweede keer geel en dus rood | Weggestuurd |
| ----------------- | ----------------------------- | ----------------------------------- | ------------------ | ----------------------------- | ---------- | ------------------------------------------ | ----------- |
| 17 oktober 2007   | Innsbruck, Oostenrijk         | Oostenrijk – Ivoorkust              | 3 – 2              | Vriendschappelijk             | 4          | 0                                          | 1           |
| 26 maart 2008     | Luxemburg, Luxemburg          | Luxemburg – Wales                   | 0 – 2              | Vriendschappelijk             | 2          | 0                                          | 0           |
| 15 oktober 2008   | Tbilisi, Georgië              | Georgië – Bulgarije                 | 0 – 0              | Kwalificatie WK 2010          | 4          | 0                                          | 0           |
| 25 maart 2009     | Tirana, Albanië               | Albanië – Hongarije                 | 0 – 1              | Kwalificatie WK 2010          | 7          | 0                                          | 0           |
| 9 september 2009  | Belfast, Noord-Ierland        | Noord-Ierland – Slowakije           | 0 – 2              | Kwalificatie WK 2010          | 3          | 0                                          | 0           |
| 18 november 2009  | Gelsenkirchen, Duitsland      | Duitsland – Ivoorkust               | 2 – 2              | Vriendschappelijk             | 2          | 0                                          | 0           |
| 3 september 2010  | Riga, Letland                 | Letland – Kroatië                   | 0 – 3              | Kwalificatie EK 2012          | 4          | 0                                          | 0           |
| 29 maart 2011     | Belfast, Noord-Ierland        | Noord-Ierland – Slovenië            | 0 – 0              | Kwalificatie EK 2012          | 5          | 0                                          | 0           |
| 9 juni 2011       | Warschau, Polen               | Polen – Frankrijk                   | 0 – 1              | Vriendschappelijk             | 3          | 0                                          | 0           |
| 2 september 2011  | Charkov, Oekraïne             | Oekraïne – Uruguay                  | 2 – 3              | Vriendschappelijk             | 2          | 0                                          | 0           |
| 7 oktober 2011    | Swansea, Wales                | Wales – Zwitserland                 | 2 – 0              | Kwalificatie EK 2012          | 3          | 0                                          | 1           |
| 15 november 2011  | Dublin, Ierland               | Ierland – Estland                   | 1 – 1              | Play-offs EK 2012             | 2          | 0                                          | 0           |
| 10 juni 2012      | Poznań, Polen                 | Ierland – Kroatië                   | 1 – 3              | Groepsfase EK 2012            | 3          | 0                                          | 0           |
| 15 juni 2012      | Donetsk, Oekraïne             | Oekraïne – Frankrijk                | 0 – 2              | Groepsfase EK 2012            | 5          | 0                                          | 0           |
| 11 september 2012 | Wenen, Oostenrijk             | Oostenrijk – Duitsland              | 1 – 2              | Kwalificatie WK 2014          | 4          | 0                                          | 0           |
| 6 februari 2013   | Manisa, Turkije               | Turkije – Tsjechië                  | 0 – 2              | Vriendschappelijke wedstrijd  | 2          | 0                                          | 0           |
| 22 maart 2013     | Zenica, Bosnië en Herzegovina | Bosnië en Herzegovina – Griekenland | 3 – 1              | Kwalificatie WK 2014          | 3          | 0                                          | 0           |
| 20 juni 2013      | Salvador, Brazilië            | Nigeria – Uruguay                   | 1 – 2              | Groepsfase Confederations Cup | 4          | 0                                          | 0           |
| 30 juni 2013      | Rio de Janeiro, Brazilië      | Brazilië – Spanje                   | 3 – 0              | Finale Confederations Cup     | 2          | 0                                          | 1           |
| 6 september 2013  | Warschau, Polen               | Polen – Montenegro                  | 1 – 1              | Kwalificatie WK 2014          | 6          | 0                                          | 0           |
| 15 oktober 2013   | Bern, Zwitserland             | Zwitserland – Slovenië              | 1 – 0              | Kwalificatie WK 2014          | 6          | 0                                          | 0           |
| 14 juni 2014      | Manaus, Brazilië              | Engeland – Italië                   | 1 – 2              | Groepsfase WK 2014            | 1          | 0                                          | 0           |
| 20 juni 2014      | Salvador, Brazilië            | Zwitserland – Frankrijk             | 2 – 5              | Groepsfase WK 2014            | 1          | 0                                          | 0           |
| 28 juni 2014      | Rio de Janeiro, Brazilië      | Colombia – Uruguay                  | 2 – 0              | Achtste finale WK 2014        | 3          | 0                                          | 0           |
| 3 september 2014  | Düsseldorf, Duitsland         | Duitsland – Argentinië              | 2 – 4              | Vriendschappelijke wedstrijd  | 3          | 0                                          | 0           |
| 9 oktober 2014    | Žilina, Slowakije             | Slowakije – Spanje                  | 2 – 1              | Kwalificatie EK 2016          | 7          | 0                                          | 0           |
| 13 juni 2015      | Kopenhagen, Denemarken        | Denemarken – Servië                 | 2 – 0              | Kwalificatie EK 2016          | 3          | 0                                          | 0           |
| 7 september 2015  | Glasgow, Schotland            | Schotland – Duitsland               | 2 – 3              | Kwalificatie EK 2016          | 2          | 0                                          | 0           |
| 9 oktober 2015    | Ljubljana, Slovenië           | Slovenië – Litouwen                 | 1 – 1              | Kwalificatie EK 2016          | 6          | 0                                          | 0           |
| 16 juni 2016      | Saint-Denis, Frankrijk        | Duitsland - Polen                   | 0 – 0              | Groepsfase EK 2016            | 6          | 0                                          | 0           |
| 21 juni 2016      | Bordeaux, Frankrijk           | Kroatië – Spanje                    | 2 – 1              | Groepsfase EK 2016            | 4          | 0                                          | 0           |
| 3 juli 2016       | Saint-Denis, Frankrijk        | IJsland – Frankrijk                 | 2 – 5              | Kwartfinale EK 2016           | 2          | 0                                          | 0           |
| 7 oktober 2016    | Boedapest, Hongarije          | Hongarije – Zwitserland             | 2 – 3              | Kwalificatie WK 2018          | 2          | 0                                          | 0           |
| 14 november 2016  | Wrocław, Polen                | Polen – Slovenië                    | 1 – 1              | Vriendschappelijke wedstrijd  | 3          | 0                                          | 0           |
| 26 maart 2017     | Glasgow, Schotland            | Schotland – Slovenië                | 1 – 0              | Kwalificatie WK 2018          | 5          | 0                                          | 0           |
| 2 september 2017  | Madrid, Spanje                | Spanje – Italië                     | 3 – 0              | Kwalificatie WK 2018          | 2          | 0                                          | 0           |
| 5 oktober 2017    | Podgorica, Montenegro         | Montenegro – Denemarken             | 0 – 1              | Kwalificatie WK 2018          | 5          | 0                                          | 0           |
| 15 juni 2018      | Jekaterinenburg, Rusland      | Egypte – Uruguay                    | 0 – 1              | Groepsfase WK 2018            | 2          | 0                                          | 0           |
| 22 juni 2018      | Sint-Petersburg, Rusland      | Brazilië – Costa Rica               | 2 – 0              | Groepsfase WK 2018            | 3          | 0                                          | 0           |
| 1 juli 2018       | Moskou, Rusland               | Spanje – Rusland                    | 1 – 1 (3 – 4 n.s.) | Achtste finale WK 2018        | 3          | 0                                          | 0           |
| 7 juli 2018       | Samara, Rusland               | Zweden – Engeland                   | 0 – 2              | Kwartfinale WK 2018           | 3          | 0                                          | 0           |
| 16 oktober 2018   | Dublin, Ierland               | Ierland – Wales                     | 0 – 1              | UEFA Nations League 2018/19   | 4          | 0                                          | 0           |
| 13 oktober 2019   | Cardiff, Wales                | Wales – Kroatië                     | 1 – 1              | Kwalificatie EK 2020          | 7          | 0                                          | 0           |
| 14 oktober 2020   | Zagreb, Kroatië               | Kroatië – Frankrijk                 | 1 – 2              | UEFA Nations League 2020/21   | 5          | 0                                          | 0           |
| 12 november 2020  | Boedapest, Hongarije          | Hongarije – IJsland                 | 2 – 1              | Play-offs EK 2020             | 3          | 0                                          | 0           |
| 17 juni 2021      | Kopenhagen, Denemarken        | Denemarken – België                 | 1 – 2              | Groepsfase EK 2020            | 4          | 0                                          | 0           |
| 23 juni 2021      | Sevilla, Spanje               | Slowakije – Spanje                  | 0 – 5              | Groepsfase EK 2020            | 4          | 0                                          | 0           |
| 3 juli 2021       | Bakoe, Azerbeidzjan           | Tsjechië – Denemarken               | 1 – 2              | Kwartfinale EK 2020           | 2          | 0                                          | 0           |
| 11 juli 2021      | Londen, Engeland              | Italië – Engeland                   | 1 – 1 (4 - 3 n.s.) | Finale EK 2020                | 6          | 0                                          | 0           |

Laatste aanpassing op 29 juli 2021

## Statistieken
| evenement                                   | wed |      |    |    |
| ------------------------------------------- | --- | ---- | -- | -- |
| Vriendschappelijk                           | 7   | 21   | 0  | 1  |
| Kwalificatie WK 2010                        | 2   | 7    | 0  | 0  |
| FIFA Confederations Cup 2013                | 2   | 6    | 0  | 1  |
| Wereldkampioenschap voetbal 2014            | 3   | 5    | 0  | 0  |
| EK 2012                                     | 2   | 8    | 0  | 0  |
| Kwalificatie EK 2012                        | 4   | 14   | 0  | 1  |
| EK-17 2006                                  | 3   | 9    | 0  | 0  |
| EK-21 2009                                  | 3   | 8    | 0  | 0  |
| Wereldkampioenschap voetbal voor clubs 2010 | 1   | 3    | 0  | 0  |
| Kwalificatie WK 2014                        | 3   | 14   | 0  | 0  |
| UEFA Champions League                       | 42  | 173  | 6  | 5  |
| UEFA Europa League                          | 15  | 65   | 2  | 2  |
| UEFA Cup                                    | 7   | 29   | 0  | 0  |
| UEFA Super Cup                              | 1   | 4    | 1  | 1  |
| Eredivisie                                  | 241 | 768  | 16 | 18 |
| Totaal                                      | 433 | 1484 | 31 | 43 |

Bijgewerkt op 16 november 2022.

## Persoonlijk
Kuipers studeerde Facilitair management aan de Hogeschool Diedenoort te Wageningen en aansluitend bedrijfskunde aan de Katholieke Universiteit Nijmegen (1999-2001). In zijn tijd als scheidsrechter was hij tevens al werkzaam als mede-eigenaar van een Jumbo supermarkt en een haarstudio in Oldenzaal. Tot begin 2014 was hij mede-eigenaar van drie C1000 vestigingen in Oldenzaal. Twee werden er toen verkocht aan Albert Heijn en de derde werd medio 2015 een Jumbo. Op 26 april 2019 werd hij gedecoreerd als Officier in de Orde van Oranje-Nassau. Begin 2019 opende Kuipers een tweede Jumbo-vestiging in Denekamp.